# Habenaria monogyne
Habenaria monogyne är en orkidéart som beskrevs av Rudolf Schlechter. Habenaria monogyne ingår i släktet Habenaria och familjen orkidéer.
Artens utbredningsområde är Samoa. Inga underarter finns listade i Catalogue of Life.